# Октябрьский (посёлок, Горномарийский район)
Октя́брьский — посёлок в Горномарийском районе Республики Марий Эл. Входит в состав Красноволжского сельского поселения.

## География
Находится в юго-западной части республики Марий Эл на расстоянии приблизительно 3 км на юг-юг от районного центра города Козьмодемьянск.

## История
Образован в 1951 году. В начале 1970-х годов здесь был организован откормочный совхоз «Горномарийский». В 2001 году учтено было 98 жилых домов.

## Население
Население составляло 318 человека (горные мари 69 %, русские 27 %) в 2002 году, 332 в 2010.